# Rouhling
Rouhling és un municipi francès, situat al departament del Mosel·la i a la regió del Gran Est. L'any 2007 tenia 2.009 habitants.

## Demografia

### Població
El 2007 la població de fet de Rouhling era de 2.009 persones. Hi havia 822 famílies, de les quals 256 eren unipersonals (108 homes vivint sols i 148 dones vivint soles), 208 parelles sense fills, 294 parelles amb fills i 64 famílies monoparentals amb fills.
La població ha evolucionat segons el següent gràfic:
Habitants censats

### Habitatges
El 2007 hi havia 869 habitatges, 856 eren l'habitatge principal de la família, 1 era una segona residència i 12 estaven desocupats. 466 eren cases i 396 eren apartaments. Dels 856 habitatges principals, 445 estaven ocupats pels seus propietaris, 284 estaven llogats i ocupats pels llogaters i 127 estaven cedits a títol gratuït; 1 tenia una cambra, 74 en tenien dues, 146 en tenien tres, 236 en tenien quatre i 399 en tenien cinc o més. 613 habitatges disposaven pel capbaix d'una plaça de pàrquing. A 388 habitatges hi havia un automòbil i a 396 n'hi havia dos o més.

### Piràmide de població
La piràmide de població per edats i sexe el 2009 era:
| Homes | Edats   | Dones |
| ----- | ------- | ----- |
| 0     | 95 o +  | 0     |
| 0     | 90 a 94 | 0     |
| 0     | 85 a 89 | 8     |
| 12    | 80 a 84 | 4     |
| 32    | 75 a 79 | 40    |
| 44    | 70 a 74 | 48    |
| 48    | 65 a 69 | 32    |
| 28    | 60 a 64 | 48    |
| 36    | 55 a 59 | 32    |
| 64    | 50 a 54 | 48    |
| 52    | 45 a 49 | 60    |
| 112   | 40 a 44 | 96    |
| 80    | 35 a 39 | 84    |
| 76    | 30 a 34 | 104   |
| 60    | 25 a 29 | 36    |
| 80    | 20 a 24 | 96    |
| 80    | 15 a 19 | 76    |
| 84    | 10 a 14 | 72    |
| 48    | 5 a 9   | 44    |
| 68    | 0 a 4   | 32    |

## Economia
El 2007 la població en edat de treballar era de 1.374 persones, 952 eren actives i 422 eren inactives. De les 952 persones actives 855 estaven ocupades (453 homes i 402 dones) i 97 estaven aturades (41 homes i 56 dones). De les 422 persones inactives 159 estaven jubilades, 104 estaven estudiant i 159 estaven classificades com a «altres inactius».

### Ingressos
El 2009 a Rouhling hi havia 846 unitats fiscals que integraven 2.019 persones, la mediana anual d'ingressos fiscals per persona era de 17.598 €.

### Activitats econòmiques
Dels 41 establiments que hi havia el 2007, 2 eren d'empreses extractives, 1 d'una empresa alimentària, 3 d'empreses de fabricació d'altres productes industrials, 6 d'empreses de construcció, 7 d'empreses de comerç i reparació d'automòbils, 4 d'empreses de transport, 1 d'una empresa d'hostatgeria i restauració, 2 d'empreses financeres, 2 d'empreses immobiliàries, 2 d'empreses de serveis, 7 d'entitats de l'administració pública i 4 d'empreses classificades com a «altres activitats de serveis».
Dels 12 establiments de servei als particulars que hi havia el 2009, 1 era una oficina de correu, 1 una oficina bancària, 1 taller de reparació d'automòbils i de material agrícola, 1 paleta, 2 fusteries, 1 lampisteria, 3 perruqueries, 1 restaurant i 1 saló de bellesa.
L'únic establiment comercial que hi havia el 2009 era una fleca.
L'any 2000 a Rouhling hi havia 3 explotacions agrícoles.

## Equipaments sanitaris i escolars
L'únic equipament sanitari que hi havia el 2009 era un centre de salut.
El 2009 hi havia 1 escola maternal i 1 escola elemental.

## Poblacions més properes
El següent diagrama mostra les poblacions més properes.